# Свёнтек, Ромуальд
Ромуальд Свёнтек-Горынь (Ромуальд Святек, Роман Свёнткевич; пол. Romuald Świątek-Horyń, Roman Świątkiewicz, Roman Świątek; род. 20 марта 1928) — польский публицист.

## Биография
Родился в семье осадников в оседле Ворони Столинского повята Полесского воеводства (на территории современного Столинского района Брестской области Белоруссии). После включения Западной Белоруссии в состав СССР семья была выслана в Архангельскую область. В апреле 1942 года, вместе с частями польской армии, семья покинула СССР через Иран, а затем была переправлена в Англию.
В 1949 году, оставив родителей в Лондоне, Свёнтек решил посетить родину и затем переехать в Польшу. Вскоре после приезда в СССР был арестован и в 1950 году решением Особого Совещания приговорен к пяти годам исправительно-трудовых лагерей по статье 7-35 (как социально опасный элемент). Летом 1951 года приговор был аннулирован, назначено новое следствие проходившее во Львове. В мае 1952 года Военный Трибунал Прикарпатского Военного округа приговорил Свёнтека к двадцати пяти годам трудовых лагерей с лишением на пять лет гражданских и избирательных прав по статье 54-1а/6 Уголовного Кодекса Украины (измена Родине; измена Родине военнослужащим). В сентябре 1956 года комиссия Верховного Совета сократила срок с двадцати пяти до семи лет и менее чем через месяц он был освобождён.

## Позиция по Катынскому делу
В 1988 году издал в Лондоне книгу «Катынский лес», в которой подверг сомнению польско-немецкую версию Катынского расстрела . По утверждениям Свёнтека, в период его заключения в Гулаге в 1950—1956 годы он встречал заключённых, которые рассказывали ему о том, что массовое убийство польских офицеров в Катыни было совершено немцами.

## Книги
- Przed czerwonym trybunałem / Romuald Świątek-Horyń. London: Otton Hulacki, 1987. 164 p. ISBN 094863801X. (Переиздана в Польше в 1990 г.: Przed czerwonym trybunałem / Roman Świątkiewicz. Białystok: Białostockie Wydawnictwo Prasowe, 143 p.)

Русский перевод: Перед военным трибуналом / Роман Горынь. Брест: Академия, 2006. 167, [1] с. ISBN 985-505-034-7. 
- The Katyn Forest / Romuald Swiatek. London: Panda Press, 1988. 106 p. ISBN 1-870078-30-6.
- Rachunek sumienia / Roman Horyń. [Warszawa: Roman Świątek, 1996. P. 3-149. ISBN 8390322609.
- Generał Sikorski w świetle dokumentów / Roman Horyń. Warszawa: Ojczyzna, 1996. 171 p., XVII p. tabl. ISBN 8386449063.
- Geneza zbrodni bolszewickich (1917—1953) / oprac. Roman Horyń. [Warszawa]: nakł. autora, [2001]. 215, [2] p. ISBN 8391559904.